# Dedë Gjo Luli
Dedë Gjo Luli, född 1840 i Podgorica i Montenegro, död den 24 september 1916 i Orosh i Albanien, var en albansk politiker och upprorsledare. Han var en av ledarna för den albanska revolten 1911 i Albanien och deltog i uppror mot osmanerna, serberna och montenegrinerna.
Luli föddes i byn Trabojin och tillhörde hotistammen som var en av de mäktigaste stammarna i Albanien.